# Sixdays-Night

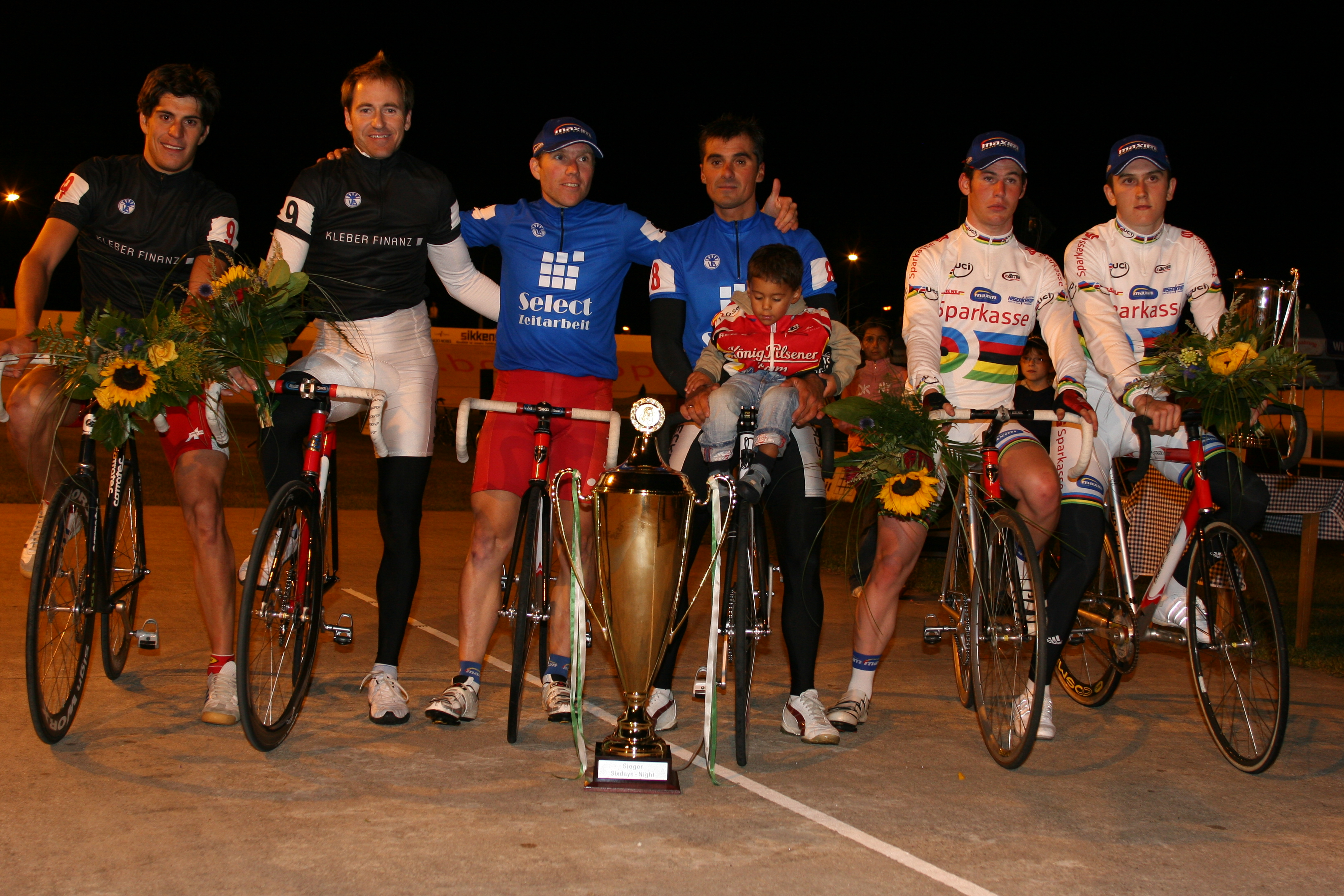
Sieger der ersten Sixdays-Night; v. l. n. r.: Franco Marvulli, Scott McGrory, Andreas Beikirch, Andreas Kappes, Mark Cavendish, Geraint Thomas

Die Sixdays-Night ist eine  Radsportveranstaltung in Oberhausen-Rheinhausen, die seit 2005 jährlich im Sommer auf der vereinseigenen Radrennbahn des RSV „Edelweiß“ Oberhausen e.V. stattfindet. Bei der Sixdays-Night handelt es sich um eine Eintagesveranstaltung, bei der die Disziplinen der klassischen Sechstagerennen ausgetragen werden. Das Finale bildet das Madison-Rennen über 150 Runden.

## Geschichte

### Rennen vor 2005
Bereits vor 2005 wurden Tagesveranstaltungen in ähnlicher Form auf der Radrennbahn in Oberhausen durchgeführt. Nach dem Ausstieg des damaligen Veranstalters suchte der Radsportverein einen neuen Partner, der die Organisation und das finanzielle Risiko übernehmen würde. Mit dem Madison-Weltmeister Erik Weispfennig, der lange Zeit für den RSV "Edelweiß" Oberhausen startete, fand man den passenden Veranstalter.

### Sixdays-Night
Die erste Sixdays-Night fand am 8. August 2005 statt; die Besucherzahlen entwickelten sich positiv. 
Nach der Veranstaltung im Juli 2023 kündigte der neue Vereinsvorstand des RSV "Edelweiß" Oberhausen e.V. den Vertrag mit dem Veranstalter.

## Wettbewerbe und Fahrer
Das Fahrerfeld stellt sich in verschiedenen Disziplinen wie Temporennen, Scratchrennen, Ausscheidungsfahren, Rundenrekordfahren, Derny-Rennen, Steher-Rennen und Madison zum Wettkampf. Gemeinsam mit seinem Bruder Leif Weispfennig und dem Vorstand des Radsportvereins, Klemens Maier, konnte Erik Weispfennig die Veranstaltung zu einer festen Größe im Bahnradsport entwickeln. Neben zahlreichen Sechstage-Siegern konnten die Veranstalter Weltmeister, Olympiasieger und Teilnehmer der Tour de France für einen Start in der Rheingemeinde Oberhausen verpflichten. Das Rahmenprogramm bilden Einsteiger- und Nachwuchsrennen verschiedener Altersklassen.

## Ausbau der Sixdays-Night
Im Jahr 2007 versuchte man gemeinsam mit dem Radsportverein im pfälzischen Dudenhofen eine weitere Sixdays-Night auf der dortigen Radrennbahn zu veranstalten. Witterungsbedingt musste die Veranstaltung kurzfristig abgesagt werden. Das Projekt wurde daraufhin eingestellt.

## Moderation der Veranstaltung
Seit 2005 moderiert der Stadionsprecher des SV Werder Bremen und Sprecher zahlreicher Sixdays Christian Stoll die Veranstaltung. 2015 wurde der ehemalige Radprofi Franco Marvulli als Moderator eingesetzt. Seit 2016 wird Stoll vom Vereinssprecher Michael Schulz unterstützt.

## 10 Jahre Sixdays-Night
Beim 10-jährigen Jubiläum am 26. Juli 2014 wurde im Rahmenprogramm ein All-Stars-Rennen durchgeführt. Dabei fuhren Gregor Braun, Franco Marvulli, Gerd Dörich, Andreas Walzer, Andreas Bach und Stefan Steinweg ein Derny-Rennen.

## Sonstiges
Den Startschuss des Hauptrennens gaben u. a. die Kunstturnerin Elisabeth Seitz, Bahn-Olympiasieger Günter Haritz, der Olympiasieger im Ringen Pasquale Passarelli, die Drittplatzierte von Germanys next Topmodell 2017 Romina Brennecke sowie Schauspieler und Sixdays-Botschafter Uwe Rohde.

## Sieger der Sixdays-Night
| Jahr | Platz 1                                          | Platz 2                                          | Platz 3                                          |
| ---- | ------------------------------------------------ | ------------------------------------------------ | ------------------------------------------------ |
| 2024 | abgesagt                                         | abgesagt                                         | abgesagt                                         |
| 2023 | wegen Unwetter wurde das Madison-Finale abgesagt | wegen Unwetter wurde das Madison-Finale abgesagt | wegen Unwetter wurde das Madison-Finale abgesagt |
| 2022 | Roger Kluge Theo Reinhardt                       | Yoeri Havik Jan-Willem van Ship                  | Philip Heijnen Vincent Hoppezak                  |
| 2021 | Pascal Ackermann Marco Mathis                    | Marc Hester Oliver Wulff-Frederiksen             | Philip Heijnen Vincent Hoppezak                  |
| 2020 | wegen COVID-19-Pandemie abgesagt                 | wegen COVID-19-Pandemie abgesagt                 | wegen COVID-19-Pandemie abgesagt                 |
| 2019 | Pascal Ackermann Theo Reinhardt                  | Yoeri Havik Tristan Marguet                      | Kersten Thiele Achim Burkart                     |
| 2018 | Nils Politt Leif Lampater                        | Kersten Thiele Achim Burkart                     | Joshua Harrison Christian Grasmann               |
| 2017 | Christian Grasmann Marco Matis                   | Leif Lampater Pascal Ackermann                   | Marcel Kalz Tristan Marguet                      |
| 2016 | Roger Kluge Marcel Kalz                          | Christian Grasmann Kenny de Ketele               | Andreas Graf Yoeri Havik                         |
| 2015 | Jesper Mørkøv Leif Lampater                      | Kenny de Ketele David Muntaner                   | Tristan Marguet Nils Politt                      |
| 2014 | Luke Roberts Kenny de Ketele                     | Leif Lampater Marcel Kalz                        | Christian Grasmann Theo Reinhard                 |
| 2013 | Franco Marvulli Tristan Marguet                  | Nick Stöpler. Christian Grasmann                 | Vivien Brisse Morgan Kneisky                     |
| 2012 | Robert Bengsch Marcel Kalz                       | Danilo Hondo Leif Lampater                       | Franco Marvulli Peter Schep                      |
| 2011 | Marcel Barth Robert Bartko                       | Tristan Marguet Franco Marvulli                  | Leif Lampater Alois Kaňkovský                    |
| 2010 | Christian Grasmann Leif Lampater                 | Franco Marvulli Alexander Aeschbach              | Graeme Brown Luke Roberts                        |
| 2009 | Bruno Risi Luke Roberts                          | Franco Marvulli Leif Lampater                    | Christian Lademann Alexander Aeschbach           |
| 2008 | Christian Grasmann Christian Lademann            | Stefan Schumacher Leif Lampater                  | Robert Förster Sebastian Frey                    |
| 2007 | Bruno Risi Franco Marvulli                       | Mark Cavendish Sebastian Frey                    | Leif Lampater Luke Roberts                       |
| 2006 | Erik Zabel Erik Weispfennig                      | Bruno Risi Franco Marvulli                       | Leif Lampater Guido Fulst                        |
| 2005 | Andreas Kappes Andreas Beikirch                  | Scott McGrory Franco Marvulli                    | Mark Cavendish Geraint Thomas                    |